# Маргарета Тиролска
Маргарета Тиролска-Горицска, „Маулташ“ (на немски: Margarete von Tirol-Görz, от 1366 също: Margarete Maultasch; * 1318, Тирол; † 3 октомври 1369, Виена) е принцеса от Бохемия, графиня на Тирол и Горица, чрез женитби графиня на Люксембург и херцогиня на Херцогство Горна Бавария и маркграфиня на маркграфство Бранденбург. Прозвището ѝ „Маулташ“ се споменава за пръв път ок. 1366 г. в „Саксонската хроника“ и 1393 г. в „Австрийската хроника“. То означава нещо като „уличница, сладострастна жена“.

## Произход
Дъщеря е на бохемския крал Хайнрих VI от Каринтия и Тирол (1265 – 1335), граф на Тирол, от род Майнхардини, и втората му съпруга Аделхайд фон Брауншвайг-Грубенхаген (1285 – 1320). Нейната майка Аделхайд е по-голяма сестра на византийската императрица Ирена Алемана, съпругата на византийския император Андроник III Палеолог.

## Бракове
Маргарета е сгодена през 1327 г. и се омъжва в Инсбрук на 14/16 септември 1330 г. за Йохан Хайнрих Люксембургски (1322 – 1375), от род Люксембурги, син на Ян Люксембургски. Лудвиг Баварски се оттегля от Тирол и Маргарета и Йохан Хайнрих могат да управляват в Тирол. Бракът им не е щастлив. През ноември 1341 г. Маргарета изгонва съпруга си, с когото е роднина от трета степен. Бездетният брак е разтрогнат през 1341 г. от Лудвиг Баварски. Разводът по черковно право е през 1349 г.
На 10 февруари 1342 г. в двореца Тирол в присъствието на императора тя се омъжва втори път за Лудвиг „Бранденбургер“ (1316 – 1361) от род Вителсбахи, херцог на Херцогство Горна Бавария и маркграф на маркграфство Бранденбург. Той е най-големият син на император Лудвиг IV Баварски от неговия първи брак с Беатрикс от Силезия-Глогау.
Маргарета не била още разведена от първия си съпруг Ян Хайнрих Люксембургски. Папа Климент VI не признава развода на Маргарета от първия ѝ брак. Този неин брак е обявен за неосъществен през 1341 г. от императора, а папата го анулира през 1359 г.

## Наследство
След смъртта на нейния съпруг и на нейния син Майнхард III, Маргарета преписва Тирол на близкия си роднина, на Рудолф IV фон Хабсбург от Австрия, и през 1363 г. му предоставя управлението. Тогава Вителсбахите нахлуват в Тирол и през 1369 г. за висока сума се отказват от него.
Последните си години Маргарета прекарва във Виена. Умира на 51-годишна възраст. Погребана е в Миноритската църква във Виена.

## Деца
Маргарета и Лудвиг имат четири деца:
- Херман (1343 – 1360)
- Майнхард (1344 – 1363), ∞ 1359 в Пасау за херцогиня Маргарета от Австрия (1346 – 1366), дъщеря на херцог Албрехт II и наследницата графиня Йохана фон Пфирт
- дъщеря (*/† ?)
- дъщеря (*/† ?).